# Hendrik van Blijenburgh
Alexander „Lex“ Hendrik Willem van Blijenburgh (* 28. Mai 1877 in Amsterdam; † 23. Januar 1960 in Wassenaar) war ein niederländischer Fechter.

## Leben
Hendrik van Blijenburgh nahm an den Olympischen Zwischenspielen 1906 in Athen teil. In den beiden Säbelkonkurrenzen verpasste er jeweils die Finalrunde, während er diese mit dem Degen erreichte. Er schloss das Finale auf dem dritten Rang ab und gewann somit die Bronzemedaille.
Van Blijenburgh war Angehöriger des niederländischen Militärs und Mitglied des Koninklijke Officiers Schermbond in Den Haag.